# Скотт Френдсен
Скотт Френдсен  (англ. Scott Frandsen, 21 липня 1980) — канадський веслувальник, олімпійський медаліст.

## Виступи на Олімпіадах
| Олімпіада  | Дисципліна                      | Місце |
| ---------- | ------------------------------- | ----- |
| Афіни 2004 | вісімка розстібна зі стерновим  | 5     |
| Пекін 2008 | двійка розстібна без стернового | 2     |